# 胡戈·西蒙
胡戈·西蒙（德語：Hugo Simon，1942年8月3日—），奥地利男子马术运动员。他曾代表奥地利参加1972年、1976年、1984年、1988年、1992年和1996年夏季奥林匹克运动会马术比赛，其中1992年奥运会获得一枚银牌。